# Kleanthes
Kleanthes (altgriechisch Κλεάνθης Kleánthēs, * ca. 331 v. Chr. oder später in Assos in der Troas, heute Westtürkei; † ca. 232 v. Chr.) war ein antiker griechischer Philosoph der Stoa.
Kleanthes soll als Nachfolger von Zenon im Amt der Schulleitung den Astronomen Aristarchos von Samos wegen seiner Gottlosigkeit belangt haben, weil dieser eine astronomische Erklärung für Naturerscheinungen suchte. Für den Stoiker war der Versuch, das geozentrische Weltbild durch das heliozentrische zu ersetzen, ein Frevel.
Die Einschränkung des Naturwissens durch die als Vorstellung empfundene Naturgesetzlichkeit bedeutete die Beibehaltung der gewohnten Vorstellungen. Obwohl das Weltgeschehen als Schickung betrachtet wurde, entschloss sich Kleanthes, der Vorsehung nachzuhelfen, als er das gewohnte Weltbild scheitern sah. Unter seinen Schriften befanden sich Arbeiten über Heraklit, eine Schrift gegen Demokrit und eine andere gegen Aristarch.
Kleanthes war ursprünglich Faustkämpfer. Als er bei Zenon in die Lehre ging, verdiente er seinen Lebensunterhalt durch Nachtarbeit. Bei einem Gärtner bewässerte er den Garten durch Wasserschöpfen. Bei einer Mehlverkäuferin knetete er den Brotteig. Er hob den Vorteil seiner Lebensweise vor den Reichen hervor, indem er nach Diogenes Laertios sagte: „Während jene Ball spielen, bearbeite ich grabend den harten und unfruchtbaren Boden.“ Der Ältestenrat von Athen bewilligte ihm als Anerkennung 10 Minen, die Zenon ihm anzunehmen verbot. Von Antigonos von Karystos erhielt er, wie berichtet wird, 3000 Minen geschenkt.
In den Ansichten über Götter lehrte er Auffassungen, die voneinander abwichen. Nach Meinungen, die sich mit dem Kultus vertrugen, erklärte er nichts so für göttlich als die Vernunft. In Ciceros De natura deorum bemerkt Velleius deshalb, „dass diese Gottheit, die wir mit dem Verstande erkennen, und von deren Dasein wir in dem Innersten unserer Seele die Ideen aufsuchen wollen, nirgends zu finden ist.“
Cicero schreibt dazu: „Kleanthes ... nannte bald die Welt selbst Gott (ipsum mundum deum dicit), bald eignete er diesen Namen der Weltseele an, bald hält er das äußerste und höchste Feuer, welches alles umfließt und die äußersten Regionen der Welt umgibt, auch Äther heißt, einzig und allein für die Gottheit, und in seinen Büchern, die er wider die Wollust geschrieben hat, gleichsam als litte er am Verstande, dichtete er einmal gewisse Bilder und Gestalten der Götter, ein andermal schreibt er das ganze göttliche Wesen den Gestirnen zu.“
Kleanthes gilt als einer der bedeutendsten Philosophen der älteren Stoa. Nach ihm ist tugendhaftes Handeln nur durch Erkenntnis der Wirklichkeit möglich. Sittliches Wissen ist mit Geistes- und Charakterstärke untrennbar verbunden. Neben Tapferkeit, Selbstbeherrschung und Gerechtigkeit ist daher die Beharrlichkeit für Kleanthes die wesentlichste Tugend des Menschen. Er dichtete einen Zeushymnus, in dem er Zeus als Weltseele und Weltvernunft verherrlichte und so die stoische Theologie begründete. Von seinen Prosaschriften sind nur Fragmente bekannt.
Er soll durch Verweigerung der Nahrungsaufnahme aus dem Leben geschieden sein.

## Ausgabe
- Johan C. Thom (Hrsg.): Cleanthes’ „Hymn to Zeus“. Text, translation, and commentary. Mohr Siebeck, Tübingen 2005, ISBN 3-16-148660-9